# Arracacia pringlei
Arracacia pringlei là một loài thực vật có hoa trong họ Hoa tán. Loài này được J.M.Coult. ex Rose mô tả khoa học đầu tiên năm 1895.